# テルモコックス属
テルモコックス属（Thermococcus、サーモコッカス、サーモカカス）はユリアーキオータに属す超好熱性の古細菌である。同じテルモコックス科に属するPyrococcusよりもやや好熱性は低いが、幅広い温度、pHで生息が可能。Thermococcus celerを初めとして古細菌最多の27種が属す。
深海や浅瀬の熱水域によく生育している。理由は不明だが油田鉱床から分離されることもある。生育可能温度は40-103℃と幅広く、pHも3.5-10.5と広い。Thermococcus barophilusの増殖温度は48℃-100℃とかなり広く、最も生育可能温度に幅がある生物と思われる。
栄養学的には偏性嫌気性の偏性従属栄養生物で、多糖類（マルトース他）やアミノ酸を発酵している。この際生成する水素が増殖を阻害するため、硫黄などを利用して硫化水素として除去している。硫黄がなければ強い増殖阻害が起こり、種によっては増殖が停止する。窒素酸化物や鉄化合物を還元剤として利用する種もいる。
形態的には1-2μmほどの直径を持つ球菌で、細胞壁はS-レイヤーより構成される。多数の鞭毛を持つ場合が多い。
進化的にはユリアーキオータの基部付近で分岐していると考えられており、古細菌の原始的な性格を残していると思われる。Thermoplasmaの様にいくつか細胞壁を欠き、多数の細胞が集合した融合体を形成するものも知られている。T. gammatoleransなどの様に、かなり強いガンマ線に耐える種もいくつか含まれている。
利用例としてはT. kodakaraensis由来のDNAポリメラーゼがPCR用に市販されている他、古細菌や超好熱菌を対象とした研究での使用頻度が比較的高い。ゲノムは2005年にT. kodakaraensis KOD1（2,088,737bp、ORF2306）が解読されたのを始め、T. onnurineus NA1（2008年）、T. sibiricus（2009年）、T. gammatolerans EJ3（2009年）の4種について解読が完了。ゲノムサイズは何れも2Mbp前後、ORFは2000ヶ所前後である。

## 分類（種）
- T. acidaminovorans、T. aegaeus、T. aggregans、T. alcaliphilus、T. atlanticus、T. barophilus、T. barossii、T. celer、T. celericrescens、T. chitonophagus、T. coalescens、T. fumicolans、T. gammatolerans、T. gorgonarius、T. guaymasensis、T. hydrothermalis、T. kodakarensis、T. litoralis、T. pacificus、T. peptonophilus、T. profundus、T. sibiricus、T. siculi、T. stetteri、T. thioreducens、T. waiotapuensis、T. zilligii